# 심리언어학

심리언어학(心理言語學, 영어: psycholinguistics, psychology of language) 또는 언어심리학은 언어습득과 언어사용 시 작용하는 인간의 내재적, 정신적 과정을 과학적으로 연구하고 설명하려는 학문이다. 심리학에서 언어학분야를 연구하면서 시작되었다. 심리 과정과 언어 구성의 대응관계를 연구하여 인류의 언어 메카니즘(기제, 機制)의 구조와 기능을 살핀다. 심리학 방면에서는 인지심리학(認知心理學)과 연관되며, 언어학 방면에서는, 실험언어학(實驗言語學)과 관련된다.

## 연구 과제
주된 연구 내용은 인간 언어의 발생, 습득 및 처리, 상실 및 회복, 실어증과 언어 장애, 말소리의 산출과 지각 등이며, 언어 간 접촉 분야는 다루지 않는다. 신경언어학 분야를 접목하여 언어 습득이나 발달 및 언어처리 등을 뇌의 어느 부분에서 담당하고 통제하는 지 밝혀내고자 한다.

## 역사
1950년대 이후 발달된 현대언어학, 인지심리학, 인지과학이 그 바탕이다.
심리언어학（Psycholinguistics）이라는 용어는 1936년 미국 심리학자 제이콥 로버트 캔터가 《평론지: 언어과 심리언어학(Language and psycholinguistics: a review》이라는 자신의 저서에서 처음 사용되었다. 그러나 학문적으로 본격 사용된 것은 1953년 미국 인디아나 대학교에서 개최된 “심리언어학(心理言語學)”토론회에서부터이며, 1954년 찰스 오스굿와 토마스 시비오크가 함께 출간한 《심리언어학——이론 및 연구 문제 개술》로 이어졌다.
심리언어학은 1950년대, 그 이론적 기초로 주로 행동주의심리학을 따랐다. 당시 언어의 학습은 끊임 없는 자극과 강화를 통해 연습된다고 믿어졌다. 아동 또는 학습자가 언어 학습을 위해 끊임 없이 자극적인 환경에 반응하고, 반복적으로 강화되면, 언어습관(言語習慣) 및 언어행위를 형성한다고 생각했다. 언어 교수법으로는, 어법구조가 강조되었으며, 뜻의 변화는 가볍게 다루었으며, 문형 연습이 강조되었다. 또 당시에는 실어증 및 조현병 등의 증세에서의 언어병리 현상에 대해 임상연구(臨床研究)가 진행되었다.
1957년, 촘스키가 자신의 저서를 통해 어법 생성의 이론을 발표하였으며, 심리언어학을 사람들이 언어를 이용하는 경우의 심리과정에 대하여 다음과 같은 주제에서 격렬한 토론이 있었다：
- 언어 사용의 모델
- 언어 구성과 뜻의 저장과 기억
- 각 문장에 대한 두뇌의 처리 과정

1959년, 촘스키는, 동물에 대한 자극, 반응 및 강화의 해석을 통해 증명을 할 수 있었음에도, 사람의 언어는 본래 매우 복잡하고 확정하기 어려운 자극과 반응이 있으며, 이를 통해 행동주의 심리학이 언어에 관해 해석할 수 있는 것은 명확하지 않아, 설득력이 약하다고 하였다. 이후 심리언어학은 촘스키의 이론이 심리학과 실증언어학 중의 심리세기(心理世紀)의 연구 및 실험에 적용될 수 있는 지에 초점을 두었다. 수 많은 심리언어학자들은, 언어 구성 및 사용은 사람의 심리 실제 구성간에 일종의 대응관계가 있으나, 일대일 대응은 아닌 것으로 생각하게 되었다.

## 연구 범위
심리언어학의 연구는 언어를 어떻게 구성하고 사용하는 지와, 어떻게 언어를 통해 사상을 표현하고, 사고(思考)하는 지를 범위로 하고 있다. 그 연구의 중심분야는 심리학, 인지과학(認知科學), 언어학의 이론 및 연구방법이다.
언어학 측면:
- 언어학 및 음운학은 언어 발음의 문제를 주로 다룬다. 심리언어학의 범주 안에는, 두뇌를 통해 어떻게 언어 음성을 이해하고 처리하는 지를 다룬다.

- 형태론은 어휘간의 구성, 특히 같은 어근의 어휘들 (예：dog 및 dogs)이 갖고 있는 언어규칙을 다룬다.

- 어법학(통사론)은 언어의 규칙, 또는 문법을 다룬다. 촘스키는 변형생성문법(變形生成文法)의 이론에서, 심리언어학의 연구가 어법학에서 중요한 위치에 있음을 밝혔다.

- 어의론(의미론)은 단어 및 문장 내에 담긴 의미를 밝힌다.

- 어용론(화용론)은 언어 환경이 언어의 뜻을 이해하는 데 미치는 영향을 연구한다.

심리학 측면：
심리언어학은 심리학의 연구방법에 기초하여 언어적 정보를 인식하고 처리하는 과정에 초점을 두며 이러한 맥락에서 개인의 언어 표현 및 일반적 언어 활동과 언어와 학습과 발달, 언어 이상등을 뇌(brain) 신경과학과 관련하여 연구한다. 특히 인지심리학에서의 작업기억 (Working Memory) 모델, 기능 국재화(functional specialization) 가설등이 심리언어학연구의 그 예이다. 언어의 네 방면인 듣기, 말하기, 읽기, 쓰기의 기초가 되는 과정과 지능(IQ)등에 대한  언어습득 및 언어발달은 유아 및 어린이의 언어학습을 연구하기도 한다.

### 두뇌 손상으로 인한 언어적 장애
언어적 장애는 말장애(speech disorders)와 언어장애(language disorders)로 나눌 수 있다.
- 말장애: 말하는 과정에서의 장애로 신체적인 문제이다. 주로 조음 기관의 문제라 할 수 있다.

- 언어장애: 언어를 구상하고 이해하는 과정(두뇌)에서 생긴 장애이다. 조음 기관은 정상이지만 두뇌에서 언어인지 영역이 손상되는 경우에 발생한다. 예를 들어 실어증은 말장애가 아니라 언어장애에 해당되는 것이다.

- 브로카 실어증(Broca's aphasia): 언어이해력은 비교적 양호하나 구어 유창성에 문제가 있어서 느리고 힘들게 말하며, 부드럽지 못하다. 조사, 문법형태소, 어미 등이 문법적으로 틀리거나 아예 생략되어 버린다. 전보식 문장이 발생된다. 발음을 분별해 소리내기 어렵고, 한 단어 안에서도 음소의 순서를 바꾸어 말하거나 틀리게 발음된다. 브로카 영역이라 불리는 좌반구 하위 전두엽 뒷부분에 결함이 있기 때문이다.

- 베르니케 실어증(Wernicke's aphasia): 구어 유창성에는 문제가 없으나 언어 이해력이 떨어져 단어나 문장을 쉽게 이해하지 못한다. 몸짓 언어는 이해하나 음성 대화는 이해하지 못하는 경우가 발생된다. 문법적 기능어는 많이 나타나고, 유창성도 떨어지지 않는 것처럼 보이나, 문장 내의 내용어가 부족해서 의미 전달이 힘들다. 베르니케 영역이라 불리는 상부 측두엽의 뒤쪽 부위에 결함이 있기 때문이다.

## 같이 보기
- 언어학
- 인지심리학
- 변형생성문법
- 언어습득
- 결정적 시기 가설
- 법언어학